# 查特奧克 (愛荷華州)
查特奧克（英語：Charter Oak）是一個位於美國愛荷華州克勞福德縣的城市。

## 地理
查特奧克的座標為40°04′04″N 95°35′22″W / 40.06778°N 95.58944°W，而該地的平均海拔高度為383米（即1257英尺）。

## 人口
根據2010年美國人口普查的數據，查特奧克的面積為1.24平方千米，當中陸地面積為1.24平方千米，而水域面積為0.00平方千米。當地共有人口502人，而人口密度為每平方千米404人。